# Telukbango
Telukbango is een bestuurslaag in het regentschap Karawang van de provincie West-Java, Indonesië. Telukbango telt 7919 inwoners (volkstelling 2010).